# 442年
| 千纪： | 1千纪                                                                                           |
| 世纪： | 4世纪 \| 5世纪 \| 6世纪                                                                         |
| 年代： | 410年代 \| 420年代 \| 430年代 \| 440年代 \| 450年代 \| 460年代 \| 470年代                       |
| 年份： | 437年 \| 438年 \| 439年 \| 440年 \| 441年 \| 442年 \| 443年 \| 444年 \| 445年 \| 446年 \| 447年 |
| 纪年： | 壬午年（马年）；北魏太平真君三年；南朝宋元嘉十九年；仇池建义七年                                |

## 大事记
- 魏太武帝拓跋焘派遣将领到敦煌讨伐沮渠无讳，沮渠无讳弃城横越沙漠逃走，西涼殘餘勢力李寶投降北魏。
- 沮渠無諱西行與沮渠安周會師，並佔領鄯善。
- 東羅馬帝國狄奧多西二世自北非調兵回到巴爾幹，暫時阻止了匈人帝國的攻勢。